# Can't Lose
Can't Lose è un singolo del rapper danese Gilli e del cantante nigeriano Mr. Eazi, pubblicato il 29 agosto 2020.

## Tracce
1. Can't Lose – 3:15